# شاه‌تپه‌سی
شاه تپه سی مربوط به هزاره ۱- دوره هخامنشی است و در شهرستان زنجان، بخش مرکزی، روستای ریحان واقع شده و این اثر در تاریخ ۲۷ مرداد ۱۳۸۲ با شمارهٔ ثبت ۹۶۸۵ به‌عنوان یکی از آثار ملی ایران به ثبت رسیده است.